# Джордан Елленберґ
Джордан Стюарт Елленберґ (англ. Jordan Stuart Ellenberg, нар. 1971 р.) — американський математик, професор математики в Університеті Вісконсин-Медісон. У студентські роки двічі ставав найкращим учасником Студентської математичної олімпіади імені Вільяма Лоуела Патнема.

## Дитячі роки
Джордан був вундеркіндом і навчився читати у віці двох років, переглядаючи дитячу передачу «Вулиця Сезам». Його мати дізналась про це, коли їхала разом з ним у машині, і раптом Джоржан сказав: «На дорожньому знаку написано, що щоб потрапити до Бетесди, треба повернути праворуч». У другому класі Елленберґ допомагав своїй няні з її домашнім завданням з математики. У семирічному віці Джордана запримітив Ерік Волстайн, викладач школи Монтгомері-Блер, який і вирішив стати для хлопчика науковим наставником. Вже у восьмому класі Джордан відвідував заняття у Мерілендському університеті, а у випускному класі старшої школи посів друге місце в одному з найпрестижніших наукових змагань США Westinghouse Science Talent Search.

## Наукова діяльність
Окрім численних науково-дослідних праць, Джордан є також автором декількох книг. Його дебютна книжка The Grasshopper King (букв. «Король коників») вийшла у фінал літературної премії «Молоді леви» у 2004 році. У 2014 році вийшла книга Елленберґа у жанрі нон-фікшн «Як ніколи не помилятися. Сила математичного мислення». Українською переклад книги вийшов у 2017 році у видавництві «Наш формат».
У 2012 році Елленберґ став науковим співробітником Американського математичного товариства.